# كاودا
كاودا مدينة تقع في ولاية جنوب كردفان بالسودان على مسافة 548.03 كيلومتر( 340.53 ميل) من العاصمة الخرطوم وحوالي 96 كيلومتر (59.65 ميل) من كادوقلي حاضرة الولاية وترتفع عن سطح البحر بحوالي 698 متر (2290.02 قدم). وتعتبر المعقل الرئيسي للحركة الشعبية لتحرير السودان قطاع الشمال جناح عبد العزيز الحلو.

## التسمية
الاسم كاودا مشتق من لفظ كودي باللهجة المحلية للمنطقة وتعني الشلال، نظراً للشلالات المتدفقة من الجبال المحيطة بها

## الإدارة
تتبع كاودا إدارياً إلى محلية هيبان وتتكوّن من منطقتين رئيسيتين هما: كودي العليا وتسكُنها قبيلة الأطورو، وكودي السفلي وتسكنها قبيلة تيرة.

## الموقع
تقع كاودا غرب مدينة تلودي بمسافة 65 كيلومتر (40.38 ميل) بين خطي عرض 30 درجة و 33 دقيقة شمال و 30 درجة و 3 دقائق شرق، ويحدها من الشمال مدينة هيبان على بعد 35 كيلومتر (21.74 ميل) ومنطقة جاوا الحدودية مع ولاية الوحدة بجنوب السودان بمسافة 150 كيلومتر (93.20 ميل) ومن الشمال بحيرة الأبيض التي تبعد عنها حوالي 130 كيلومتر (80.77 ميل) .
ومن أبرز القرى أو المناطق الريفية القريبة منها: أم دوال، مفلوع، وانقارتو من جهة الشرق، وسرف الجاموس ومندي من الشمال، والبرام، وأم سردية والعتمور من الغرب، واللحيمر والتيس وتروجي من جهة الجنوب الغربي.

## الطوبغرافيا والمناخ

### الطوبغرافيا
وبتسم الطابع التضاريسي للمنطقة بسلسلة الجبال والتلال الوعرة أبرزها جبال المورود التي تحيط بمدينة كاودا من كافة الجهات. وتتوسطها غابة تعرف باسم غابة سرف الجاموس ويمكن الدخول اليها عبر ممر برام وعبر مدينة هيبان.

### المناخ
تقع كاودا في الحزام السوداني المطير في منطقة السافانا الغنية، وهي بذلك تتميز بصيف حار ممطر ويبلغ متوسط درجة الحرارة السنوي فيها حوالي 24.3 درجة مئوية (85.5 فهرنهايت تقريباً) بينما يعتبر شهر اكتوبر / تشرين الثاني أكثر شهور السنة ارتفاعا من حيث درجات الحرارة إذ تصل درجة الحرارة فيه إلى 29.7 درجة مئوية (84 درجة فهرنهايت) بينما تسجل معدلات الحرارة في شهر ديسمبر / كانون الأول 16.7 درجة مئوية (90 درجة فهرنهايت) وهي بذلك الأكثر انخفاضاًُ في السنة.

أما الأمطار فيبلغ متوسط هطولها في السنة 741 مليمتر ( 29.17 بوصة) ويعتبر شهر أغسطس / آب وهو الأكثر أمطاراُ حيث يصل فيه معدل هطول الأمطار إلى 175 مليمتر ( 6.8 بوصة) في الفترة ما بين مارس / اذار ونوفمبر / تشرين الثاني . وتنعدم الأمطار في الشهور يناير / كانون الثاني وفبراير/ شباط وديسمبر / كانون الأول.
| البيانات المناخية لـكاودا    | البيانات المناخية لـكاودا | البيانات المناخية لـكاودا | البيانات المناخية لـكاودا | البيانات المناخية لـكاودا | البيانات المناخية لـكاودا | البيانات المناخية لـكاودا | البيانات المناخية لـكاودا | البيانات المناخية لـكاودا | البيانات المناخية لـكاودا | البيانات المناخية لـكاودا | البيانات المناخية لـكاودا | البيانات المناخية لـكاودا | البيانات المناخية لـكاودا |
| الشهر                        | يناير                     | فبراير                    | مارس                      | أبريل                     | مايو                      | يونيو                     | يوليو                     | أغسطس                     | سبتمبر                    | أكتوبر                    | نوفمبر                    | ديسمبر                    | المعدل السنوي             |
| ---------------------------- | ------------------------- | ------------------------- | ------------------------- | ------------------------- | ------------------------- | ------------------------- | ------------------------- | ------------------------- | ------------------------- | ------------------------- | ------------------------- | ------------------------- | ------------------------- |
| متوسط درجة الحرارة الكبرى °ف | 75.6                      | 78.3                      | 82                        | 85.5                      | 84                        | 81                        | 77.7                      | 76.5                      | 77.7                      | 79.5                      | 78.3                      | 76.1                      | 79.4                      |
| متوسط درجة الحرارة الصغرى °ف | 61.3                      | 63.9                      | 68.4                      | 67.6                      | 72.0                      | 70.2                      | 68.9                      | 67.6                      | 67.6                      | 67.6                      | 64                        | 62.1                      | 66.8                      |
| الهطول إنش                   | 0                         | 0                         | 0.1                       | 0.6                       | 2.4                       | 4.3                       | 6.2                       | 6.9                       | 5.5                       | 3.3                       | 0.1                       | 0                         | 29.4                      |
| متوسط درجة الحرارة الكبرى °م | 24.2                      | 25.7                      | 28                        | 29.7                      | 29                        | 27                        | 25.4                      | 24.7                      | 25.4                      | 26.4                      | 25.7                      | 24.5                      | 26.3                      |
| متوسط درجة الحرارة الصغرى °م | 16.3                      | 17.7                      | 20.2                      | 19.8                      | 22.2                      | 21.2                      | 20.5                      | 19.8                      | 19.8                      | 19.8                      | 18                        | 16.7                      | 19.3                      |
| الهطول مم                    | 0                         | 0                         | 2                         | 15                        | 60                        | 110                       | 158                       | 175                       | 139                       | 85                        | 3                         | 0                         | 747                       |
| المصدر: Climate-Data.org     |                           |                           |                           |                           |                           |                           |                           |                           |                           |                           |                           |                           |                           |

## الاقتصاد
يقوم اقتصادها على الزراعة والبستنة. ومن محاصيلها الزراعية والبستانية المانجو والليمون والقشطة والدليب والدخن وغيرها من المنتوجات الزراعية والبستانية.

## التاريخ المعاصر
شهدت في الفترة الواقعة بين 2-5 ديسمبر / كانون الأول 2002، انعقاد مؤتمر كاودا الشهير برئاسة الأب فيليب عباس غبوش والذي ضم ممثلين للحركات والأحزاب والجماعات السياسية المنحدرة من جبال النوبة الذين بلغ عددهم حوالي 3000 مندوب للتشاور حول تأسيس كيان سياسي موحد.
يسيطر على كاودا مقاتلوا الحركة الشعبية لتحرير السودن منذ سنة 1983م، وبموجب اتفاقية سلام جبال النوبة عام 2002 م انتشرت فيها وحدات من قوات السلام الدولية التي كانت تراقب تنفيذ الاتفاقية.

في يناير / كانون الثاني زار رئيس وزراء الحكومة الانتقالية في السودان عبد الله حمدوك كاودا في أول زيارة لمسؤول سوداني رفيع منذ سقوطها في يد الحركة الشعبية لتحرير السودان وذلك للقاء قادة الحركة والتباحث معهم حول إمكانيات السلام بالسودان.

## السكان
يبلغ عدد سكالنها حوالي 55 ألف نسمة.